# Krînîcikî, Kirovske
Krînîcikî (în ucraineană Кринички) este un sat în comuna Abrîkosivka din raionul Kirovske, Republica Autonomă Crimeea, Ucraina.

## Demografie
Componența lingvistică a localității Krînîcikî
     Rusă (55,24%)
     Tătară crimeeană (28,76%)
     Ucraineană (11,24%)
     Bulgară (2,86%)
     Belarusă (1,14%)
     Alte limbi (0,19%)
Conform recensământului din 2001, majoritatea populației localității Krînîcikî era vorbitoare de rusă (55,24%), existând în minoritate și vorbitori de tătară crimeeană (28,76%), ucraineană (11,24%), bulgară (2,86%) și belarusă (1,14%).